# Райка Бабол
Футбольний клуб «Райка Бабол» або просто «Райка Бабол» (перс. باشگاه فوتبال رایکا بابل)) — професіональний іранський футбольний клуб з міста Бабол, який виступає в Лізі Азадеган. У 2019 році, після банкрутства «Хуне бе Хуне» замінив команду в Лізі Азадеган.